# Анатомия страсти (сезон 14)
Четырнадцатый сезон американской телевизионной медицинской драмы «Анатомия страсти» был заказан 10 февраля 2017 года телекомпанией American Broadcasting Company (ABC). Премьера состоялась 28 сентября 2017 года со специального двухчасового эпизода. Сезон состоит из 24 эпизодов. Седьмой эпизод данного сезона стал 300-м эпизодом для всего сериала. Сезон производится телестудией ABC, в связи с ShondaLand Production Company и The Mark Gordon Company; шоураннерами выступили Криста Вернофф и Уильям Харпер.
Это первый сезон, в котором не принимает участие Джеррика Хинтон в роли доктора Стефани Эдвардс, с момента её введения в девятом сезоне, после её отъезда по окончании предыдущего сезона. Сезон также стал последним появлением для Мартина Хендерсона, Джейсона Джорджа, Джессики Кэпшоу и Сары Дрю в качестве постоянных участников сериала и первым появлением Джайны Ли Ортиз в роли Энди Эррера, главной героини второго спин-оффа телесериала «Анатомия страсти», «Пожарная часть 19».

## Сюжет
Сезон продолжается с момента после пожара в финале предыдущего сезона. Больница Грей-Слоан приобретает новый, улучшенный внешний вид после ремонта повреждений от пожара. Мередит Грей (Эллен Помпео) попадает в любовный треугольник с Натаном Риггсом (Мартин Хендерсон) и его давно потерянной невестой, Меган Хант (Эбигейл Спенсер), хотя она призывает Риггса возобновить его отношения с Меган. Мередит выполняет новаторскую операцию на Меган, которая обеспечивает её номинацией на премию Харпера Эйвери. Джексон Эйвери (Джесси Уильямс) и Мэгги Пирс (Келли Маккрири) продолжают испытывать симпатию друг к другу после того, как Джексон и Эйприл Кэпнер (Сара Дрю) решили жить отдельно.
Тедди Альтман (Ким Рейвер) возвращается в Сиэтл, чтобы помочь Меган и замечает напряжение в отношениях Оуэна и Амелии. С помощью сестры Эндрю Делюка, доктора Карины Делюка (Стефания Спампинато), Амелия Шепард (Катерина Скорсоне) обнаруживает, что она имеет опухоль мозга, что бросает тень на все её решения за последние 10 лет. После того, как опухоль удалена бывшим профессором Амелии Томом Корасиком (Грег Германн), Амелия и Оуэн Хант (Кевин Маккидд), решают закончить свой брак. Между тем, после того, как Алекс Карев (Джастин Чэмберс) открывает Джо Уилсон (Камилла Ладдингтон), что он разыскал её мужа, Алекс и Джо возобновляют свои отношения.
Представлен новый класс интернов, один из которых имеет историю с Андрю Делука (Джакомо Джианниотти). Бен Уоррен (Джейсон Джордж) присоединяется к Пожарной Академии, но из-за этого испытывает затруднения в отношениях со своей женой, Мирандой Бейли (Чандра Уилсон). Харпер Эйвери (Челси Росс) грозится снять финансирование из Грей-Слоан и увольняет Бейли с должности главы отделения, но он вскоре умирает, таким образом восстанавливая Бейли в должности. После того, как Элайзу Минник (Марика Доминчик) увольняют из Грей-Слоан, она бросает Аризону Роббинс (Джессика Кэпшоу), которая впоследствии начинает встречаться с Кариной Делука (Стефания Спампинато), старшей сестрой Эндрю, которая приехала в Сиэтл, чтобы изучать женский оргазм.

## Актёры и персонажи
| - Эллен Помпео — Мередит Грей (23 эпизода) - Джастин Чэмберс — Алекс Карев (22 эпизода) - Чандра Уилсон — Миранда Бейли (23 эпизода) - Джеймс Пикенс мл. — Ричард Веббер (22 эпизода) - Кевин Маккид — Оуэн Хант (23 эпизода) - Джессика Кэпшоу — Аризона Роббинс (20 эпизодов) - Сара Дрю — Эйприл Кэпнер (22 эпизода) - Джесси Уильямс — Джексон Эйвери (22 эпизода) - Катерина Скорсоне — Амелия Шепард (22 эпизода) - Камилла Ладдингтон — Джо Уилсон (21 эпизод) - Келли Маккрири — Мэгги Пирс (22 эпизода) - Джейсон Джордж — Бен Уоррен (13 эпизодов) - Мартин Хендерсон — Нейтан Риггс (5 эпизодов) - Джакомо Джианниотти — Эндрю Делюка (20 эпизодов) | - Дебби Аллен — Кэтрин Фокс (10 эпизодов) - Ким Рейвер — Тедди Альтман (5 эпизодов) - Эбигейл Спенсер — Меган Хант (5 эпизодов) - Грег Германн — Том Корасик (7 эпизодов) - Мэттью Моррисон — Пол Стэдлер (3 эпизода) - Стефания Спампинато — Карина Делюка (16 эпизодов) - Джейк Борелли — Леви Шмит (18 эпизодов) - Джанин Мейсон — Сэм Белло (12 эпизодов) - Алекс Блю Дэвис — Кейси Паркер (13 эпизодов) - Руши Кота — Викрам Рой (14 эпизодов) - Джейси Эллиот — Тарин Хелм (17 эпизодов) - София Али — Далия Кадри (12 эпизодов) - Блейк Худ — Клайв Джонсон (3 эпизода) - Бетани Джой Ленз — Дженни (2 эпизода) - Джастин Брюнинг — Мэтью Тейлор (4 эпизода) - Пейтон Кеннеди — Бетти (4 эпизода) - Ная Дамасен — Кимми Парк (5 эпизодов) - Кэндис Кейн — Мишель Велес (2 эпизода) - Рэйчел Тикотин — Мари Серон (3 эпизода) - Дебра Муни — Эвелин Хант (2 эпизода) - Билл Смитрович — Уолтер Кэрр (1 эпизод) - Челси Росс — Харпер Эйвери (1 эпизод) - Кейт Бертон — Эллис Грей (1 эпизод) - Марк Мозес — Ларри Максвелл (1 эпизод) - Джайна Ли Ортиз — Андреа «Энди» Эррера (1 эпизод) - Скотт Спидмен — Ник Марш (1 эпизод) - Мэри Кей Плейс — Олив Уорнер (2 эпизода) - Сара Аттербэк — Оливия Харпер (1 эпизод) - Линдси Вагнер — Хелен Карев (1 эпизод) - Джина Дэвис — Николь Герман (1 эпизод) |

### Кастинг
Джеррика Хинтон не появляется впервые с момента её введения в начале 9-го сезона, после того, как было объявлено, что она получила главную роль в новом драматическом сериале Алана Болла для телеканала HBO «Здесь и сейчас». После продления её контракта ещё на три сезона Джессика Кэпшоу вернется за 14-й сезон. 20 июня 2017 года было объявлено, что Ким Рейвер вернётся в роли доктора Тедди Альтман. В августе 2017 года, было объявлено, что Эбигейл Спенсер заменит Бриджет Риган в роли Меган Хант для нескольких эпизодов в этом сезоне. В августе 2017 года было объявлено, что Марика Диминчик не вернётся в шоу. 13 сентября, 2017 стало известно что специально приглашённой звездой станет Грег Германн (Элли Макбил), хотя детали его роли не разглашаются; позже было выявлено, что его персонажа будут звать Том Корасик и он будет присутствовать в эпизоде «Делай дело или иди домой.» Его персонаж оказался бывшим наставником Амелии и он вновь появился в следующем эпизоде под названием «Разве это не удар в голову».
26 октября 2017 было объявлено, что появление Мартина Хендерсона в пятом эпизоде сезона станет для него последним.
9 октября 2017 стал известным актёрский состав новой группы интернов, которая появится в четвёртом эпизоде, «Разве это не удар в голову». Сюда вошли Джанин Мейсон («Так вы думаете, Вы можете танцевать») в роли Сэм, Алекс Блю Дэвис в роли Кейси, Руши Кота в роли Вик, Джейси Эллиот в роли Тарин, Софи Тэйлор Али в роли Далии, и Джейк Борелли в роли Леви.

## Эпизоды
| № общий | № в сезоне | Название                                                                                            | Режиссёр       | Автор сценария              | Дата премьеры    | Зрители в США (млн) |
| --- | ---------- | --------------------------------------------------------------------------------------------------- | -------------- | --------------------------- | ---------------- | ------------------- |
| 294 | 1          | «Break Down the House» «Вломиться в дом»                                                            | Дебби Аллен    | Криста Вернофф              | 28 сентября 2017 | 11,99               |
| Мередит, как и все ее коллеги и друзья, пытается помочь Оуэну и его семье. То, с чем столкнулся Оуэн, не так просто принять, поэтому трудно будет всем, кто его окружает. В то же время у Амелии происходит серьезный конфликт с проблемным пациентом, а Джо принимает решение, которое шокирует всех остальных. Затея сестры Эндрю приводит к открытию, от которого могут сдать нервы даже у самых сильных. |            | |                |                             |                  |                     |
| 295 | 2          | «Get Off on the Pain» «Упиваться болью»                                                             | Кевин Маккид   | Криста Вернофф              | 28 сентября 2017 | 11,99               |
| Пока Оуэн пытается справиться с произошедшим и поверить в возвращение сестры, в больнице кипят нешуточные страсти. Несколько скоропалительных решений приведут к созданию ситуаций, из которых будет крайне сложно выбраться в будущем. |            | |                |                             |                  |                     |
| 296 | 3          | «Go Big or Go Home» «Добейся своего или убирайся восвояси»                                          | Чандра Уилсон  | Мэг Мэринис                 | 5 октября 2017   | 11,89               |
| Бейли выходит из себя после конфликта с Эйвери. У Мередит новый пациент, с которым она была знакома в далеком прошлом, а Амелия пытается справиться с той ситуацией, в которой она оказалась после произошедшего совсем недавно. |            | |                |                             |                  |                     |
| 297 | 4          | «Ain't That a Kick in the Head?» «Как снег на голову»                                               | Джиари МакЛеод | Марлана Хоуп                | 12 октября 2017  | 11,59               |
| Амелии предстоит принять то, что с ней произошло. Мередит пытается поговорить с Нэйтаном, так как слишком долго откладывала этот разговор. Мэгги предстоит справиться со сложностями семейного вечера, а Джексон получит важные известия. |            | |                |                             |                  |                     |
| 298 | 5          | «Danger Zone» «Опасная зона»                                                                        | Сесилия Мосли  | Джелиса Конвей              | 26 октября 2017  | 11,22               |
| Похищение Меган в 2007 году в Ираке изменило не только ее жизнь, но и Оуэна. С тех пор прошло десять лет, и настал момент разобраться во всем, иначе старые раны будут постоянно напоминать о себе и мешать нормальной жизни. |            | |                |                             |                  |                     |
| 299 | 6          | «Come On Down to My Boat, Baby» «Залезай на борт, крошка»                                           | Лиза Леон      | Кайли Донован               | 2 ноября 2017    | 10,84               |
| Джексон решает немного отвлечься от работы и серых будней и приглашает друзей прокатиться на своей яхте. В это время Аризона, Эйприл и Мэгги пытаются вылечить женщину, которая намерено скрывает от них страшную тайну. |            | |                |                             |                  |                     |
| 300 | 7          | «Who Lives, Who Dies, Who Tells Your Story» «Кто живет, кто умирает, кто рассказывает твою историю» | Дебби Аллен    | Криста Вернофф              | 9 ноября 2017    | 8,13                |
| На одном из самых популярных аттракционов происходит авария, и в больницу привозят пациентов в тяжелом состоянии. Докторам во время лечения новых пациентов предстоит погрузиться в свое прошлое. |            | |                |                             |                  |                     |
| 301 | 8          | «Out of Nowhere» «Из ниоткуда»                                                                      | Кевин Маккид   | Уильям Харпер               | 16 ноября 2017   | 7,52                |
| Больничную сеть взломал хакер и получил доступ ко всем данным. Попытка справиться со злоумышленником приводит к полному хаосу, и врачам приходится лечить пациентов без современного диагностического оборудования. |            | |                |                             |                  |                     |
| 302 | 9          | «1-800-799-7233» «1-800-799-7233»                                                                   | Билл Д'Элиа    | Энди Ризер                  | 18 января 2018   | 8,27                |
| Джо принимает важное решение, и теперь у неё есть шанс разобраться со своей самой главной проблемой. В больнице всё ещё не восстановили все системы после кибер-атаки. |            | |                |                             |                  |                     |
| 303 | 10         | «Personal Jesus» «Личный Иисус»                                                                     | Кевин Салливан | Зоанн Клак                  | 25 января 2018   | 8,62                |
| В больницу привозят юного пациента, из-за которого всему персоналу придётся выложиться на полную. У Джо всё становится намного сложнее, а у Эйприл появляется необычный подопечный. |            | |                |                             |                  |                     |
| 304 | 11         | «(Don't Fear) the Reaper» «(Не бойся) смерти»                                                       | Николь Рубио   | Элизабет Р. Финч            | 1 февраля 2018   | 8,93                |
| Бейли приходится сложно из-за множества проблем, накопившихся в больнице, однако самый серьёзный удар наносит ей Бен, который решает покинуть практику ради работы в пожарной части. |            | |                |                             |                  |                     |
| 305 | 12         | «Harder, Better, Faster, Stronger» «Жёстче, лучше, быстрее, сильнее»                                | Жанно Шварц    | Кайли Донован               | 8 февраля 2018   | 7,32                |
| Между хирургами начинается соревнование за право использовать исследовательский грант. В качестве куратора проекта выступает Эйприл, а в это время Джексону открывается неприятная тайна. Мередит занимается лечением пациента и делает интересное открытие. |            | |                |                             |                  |                     |
| 306 | 13         | «You Really Got a Hold on Me» «У тебя действительно есть власть надо мной»                          | Нзинга Стюарт  | Стейси Макки                | 1 марта 2018     | 7,52                |
| Бен Уоррен и Энди Эррера привозят в Грей Слоан двух мальчишек, спасённых во время пожара. Один из парнишек в критическом состоянии, и лишь Энди стоит между ним и смертью. Доктора больницы активно работают над своими проектами для конкурса хирургических инноваций клиники. |            | |                |                             |                  |                     |
| 307 | 14         | «Games People Play» «Игры, в которые играют люди»                                                   | Чандра Уилсон  | Джейсон Гэнзел и Джули Вонг | 8 марта 2018     | 7,07                |
| Стремительно развивающиеся отношения между Клайвом и Мэгги заставляют последнюю действовать более решительно, и она приводит Клайва к себе. У Мередит и Джо возникают проблемы с проектом, и они обращаются за помощью к старому другу семьи. |            | |                |                             |                  |                     |
| 308 | 15         | «Old Scars, Future Hearts» «Старые раны, новое сердце»                                              | Эллен Помпео   | Теймсон Даффи               | 15 марта 2018    | 7,18                |
| Мередит проводит небольшое расследование, а Джо окончательно выводит из себя Алекса. Эйприл ищет утешения и находит его в лице Тома. |            | |                |                             |                  |                     |
| 309 | 16         | «Caught Somewhere in Time» «Пойманный где-то во времени»                                            | Николь Рубио   | Джелиса Конвей              | 22 марта 2018    | 7,61                |
| Мэгги и Джексон отлично проводят время, однако Джексону стоит сосредоточиться на важной операции, которую он будет проводить вместе с Кэтрин и Ричардом. У Мередит и Джо возникают проблемы из-за желания принять участие в конкурсе, а в больницу поступает бывший астронавт. |            | |                |                             |                  |                     |
| 310 | 17         | «One Day Like This» «Один такой день»                                                               | Кевин Маккид   | Элизабет Р. Финч            | 29 марта 2018    | 7,15                |
| Эйприл переживает серьёзный кризис веры, и в этот момент среди её пациентов появляется раввин. Мередит предстоит заняться лечением хирурга из другой больницы. |            | |                |                             |                  |                     |
| 311 | 18         | «Hold Back the river» «Поверни реку вспять»                                                         | Джиари МакЛеод | Алекс Манугиан              | 5 апреля 2018    | 6,84                |
| Амалия, Корасик и ДиЛука идут на рискованную операцию, связанную с удалением опухоли у юного пациента. Мередит и Джо пытаются спасти свой проект, а собутыльник Ричарда принимает неожиданное решение. |            | |                |                             |                  |                     |
| 312 | 19         | «Beautiful Dreamer» «Прекрасный мечтатель»                                                          | Жанно Шварц    | Мэг Мэринис                 | 12 апреля 2018   | 6,97                |
| В больницу приходит агент иммиграционной и таможенной службы, а это всегда чревато крупными неприятностями. Один из пациентов Алекса хочет уйти из больницы, чтобы в последние свои дни насладиться нормальной жизнью, а Аризона и Эйприл пытаются спасти ребёнка. |            | |                |                             |                  |                     |
| 313 | 20         | «Judgment Day» «Судный день»                                                                        | Сидни Фрилэнд  | Джулия Вонг                 | 19 апреля 2018   | 6,93                |
| Аризона решила поделиться с коллегами печеньем, которое получила от благодарной пациентки, однако она не подозревает о том, что домашние сладости содержат особый ингредиент. Кэтрин рассказывает Джексону о прошлом его деда, а Джо предстоит заменить Бейли и Мередит во время трудной операции. |            | |                |                             |                  |                     |
| 314 | 21         | «Bad Reputation» «Плохая репутация»                                                                 | Кевин Маккид   | Марк Дрисколл               | 26 апреля 2018   | 6,54                |
| Сотрудникам больницы приходится вникать в процесс антикризисного управления. Появление Оливии Нерс с сыном выбивает Алекса и Джо из колеи, а Аризона пытается помочь Софии, испытывающей серьёзное давление в школе. |            | |                |                             |                  |                     |
| 315 | 22         | «Fight For Your Mind» «Сражайся за свой разум»                                                      | Джесси Уильямс | Энди Ризер                  | 3 мая 2018       | 6,66                |
| Алекс и Джо отправляются в Айову, чтобы разыскать мать Алекса, которая исчезла из его жизни на многие годы. Мередит представляет свой проект, а Джексон пытается восстановить репутацию Фонда. |            | |                |                             |                  |                     |
| 316 | 23         | «Cold as Ice» «Холодный, как лёд»                                                                   | Билл Д'Элиа    | Уильям Харпер               | 10 мая 2018      | 7,35                |
| Один из сотрудников больницы Грей Слоан Мемориал получил серьёзное ранение, и это заставляет его коллег задуматься о действительно важных вещах. В больницу приезжает Николь Герман и делает Аризоне заманчивое предложение. |            | |                |                             |                  |                     |
| 317 | 24         | «All of Me» «Весь Я»                                                                                | Дебби Аллен    | Криста Вернофф              | 17 мая 2018      | 7,60                |
| Свадьба, которую так ждали все в окружении Алекса и Джо вот-вот состоится, однако неприятности как всегда преследуют эту пару, и самый главный день в их жизни не мог обойтись без очередной катастрофы... |            | |                |                             |                  |                     |

## Рейтинги
| № в сериале | № в сезоне | Эпизод                                      | Дата показа      | Таймслот (EST) | Доля 18-49 | Доля зрителей (млн) | Совокупность 18-49 | Совокупность зрителей (млн) | Прим.  |
| ----------- | ---------- | ------------------------------------------- | ---------------- | -------------- | ---------- | ------------------- | ------------------ | --------------------------- | ------ |
| 294         | 1          | «Break Down the House»                      | 28 сентября 2017 | Четверг 20:00  | 1.6        | 3.91                | 3.9                | 11.99                       | [ 11 ] |
| 295         | 2          | «Get Off on the Pain»                       | 28 сентября 2017 | Четверг 21:00  | 1.6        | 3.91                | 3.9                | 11.99                       |        |
| 296         | 3          | «Go Big or Go Home»                         | 5 октября 2017   | Четверг 20:00  | 1.6        | 3.83                | 3.7                | 11.89                       | [ 12 ] |
| 297         | 4          | «Ain’t That a Kick in the Head?»            | 12 октября 2017  | Четверг 20:00  | 1.4        | 3.51                | 3.5                | 11.59                       | [ 13 ] |
| 298         | 5          | «Danger Zone»                               | 26 октября 2017  | Четверг 20:00  | 1.5        | 3.54                | 3.3                | 11.22                       | [ 14 ] |
| 299         | 6          | «Come On Down to My Boat, Baby»             | 2 ноября 2017    | Четверг 20:00  | 1.4        | 3.45                | 3.2                | 10.84                       | [ 15 ] |
| 300         | 7          | «Who Lives, Who Dies, Who Tells Your Story» | 9 ноября 2017    | Четверг 20:00  | N/A        | N/A                 | N/A                | N/A                         | N/A    |
| 301         | 8          | «Out of Nowhere»                            | 16 ноября 2017   | Четверг 20:00  | N/A        | N/A                 | N/A                | N/A                         | N/A    |